# Vladimír Franz
Vladimír Franz (n. 25 mai 1959 la Praga) este un compozitor și pictor ceh. Începând din 1991 este lector la Facultatea de Teatru din Praga. În 2013 a candidat la alegerile prezidențiale. Nu a ieșit câștigător, dar ulterior a obținut funcția de ministru adjunct al Ministerului Culturii.
Mai este cunoscut pentru tatuajele sale, care ocupă 90% din suprafața corpului, fiind considerat cea mai tatuată persoană din Cehia.